# 山岸金三郎

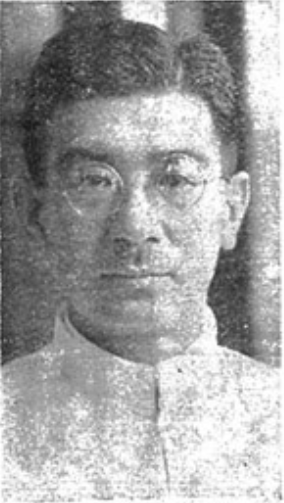
山岸金三郎

山岸 金三郎（やまぎし きんざぶろう、1897年（明治30年）9月13日 - 没年不明）は、昭和時代前期の台湾総督府官僚。台東庁長。

## 経歴
山岸徳松の三男として福岡県福岡市に生まれる。第七高等学校を経て、1924年（大正13年）3月に東京帝国大学法学部政治科を卒業。安田保善社に勤務する。
翌年の11月、高等試験行政科に合格と同時に台湾総督府交通局に奉職し書記となる。ついで同局参事、鉄道部改良課庶務係長、同部経理課長、財務局金融課長、警察幹部講習会講師、刑事講習会講師を経て、会計課長を発令される。1940年（昭和15年）1月、台中州内務部長に転じ、同年同州総務部長、米穀局総務課長を経て、1942年（昭和17年）8月に台東庁長に就任。この間、南洋に出張し、1938年（昭和13年）には廈門復興委員を務めた。
1944年（昭和19年）退官した。

## 親族
- 岳父：樋詰正治（台北市会議員）[3][5]